# Хренів (Львівський район)
Хре́нів — село в Україні, у Новояричівській селищній громаді Львівського району Львівської області. До 2020 року Хренів разом із селами Великі Підліски та Дідилів були підпорядковані Дідилівській сільській раді. Орган місцевого самоврядування — Новояричівська селищна громада. Населення становить 292 особи. 

## Географія
Село розташоване над річкою Думниця, лівої притоки Полтви (басейн Західного Бугу), за 32 км від обласного центру, 32 км від районного центру та 8 км від адміністративного центру селищної громади. За 15 км знаходиться найближча залізнична станція Борщовичі.
Вулиці
У Хренові налічується 2 вулиці — Зелена та Богдана Хмельницького.

## Населення
У 1939 році у селі мешкало 770 осіб, з них: 690 українців, 10 поляків, 60 латинників та 10 євреїв. За даними всеукраїнського перепису населення 2001 року у селі мешкало 292 особи.
Мова
Розподіл населення за рідною мовою за даними всеукраїнського перепису населення 2001 року був наступним:
| українська | 291 | 99,66 |
| російська  | 1   | 0,34  |

## Назва
Найімовірніше назва села походить через велику кількість хрону, який зростає у даній місцевості. За роки радянської влади село в документах називали «Хрінів». 19 вересня 1989 року рішенням виконавчого комітету Львівської обласної Ради народних депутатів селу повернули історичну назву.

## Історія
У податковому реєстрі 1515 року в селі документується піп (отже, уже тоді була церква), шинок і 8 ланів (близько 200 га) оброблюваної землі та ще 2 лани тимчасово вільної.

## Пам'ятки, визначні місця
- Церква святої Параскеви. Попередня до сучасної дерев'яна церква Святої Параскеви в шематизмах до 1914 року датується 1747 роком будівництва[12], а у шематизмах починаючи з 1914 року подають вже 1777 рік[13]. У шематизмі 1924 року вже згадується дерев'яна каплиця зведена 1920 року[14]. Капітальний ремонт будівлі проведений у 1991 році[15]. Поруч триває будівництво мурованого храму[16]. Нині парафія церкви святої Параскеви належить до Львівсько-Сокальської єпархії ПЦУ.
- Колона кінця XVII століття[17].
- Пам'ятний знак Борцям за волю України.

## Відомі люди
Народилися
- Стечинський Андрій Федорович — український актор, режисер, драматург.